# Armand Vigneau
Pour les articles homonymes, voir Vigneau.

a Compétitions nationales et continentales officielles uniquement.

b Matchs officiels uniquement.
Dernière mise à jour le 23 juillet 2025.
Armand Vigneau, né le 2 juillet 1914 à Bayonne (France) et mort le 5 août 2002 à Marmande (France), est un joueur international français de rugby à XV évoluant au poste d'ailier à l'Aviron bayonnais, l'AS Montferrand, le Stade toulousain et l'US Marmande durant sa carrière. Lors de sa carrière sportive, il pratique également le cyclisme sur piste ainsi que le rugby à XIII au Stadoceste toulousain, devenu ensuite l'Entente Toulouse olympique Stado puis simplement le Toulouse olympique.
En 1934, il remporte le Championnat de France de rugby à XV puis le Challenge Yves du Manoir en 1936 avec l'Aviron bayonnais.

## Biographie

### Jeunesse et débuts précoces à l'Aviron bayonnais

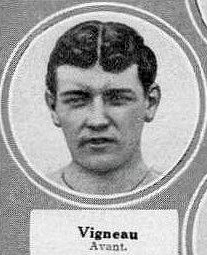
Armand Vigneau, père d'Armand Vigneau, en 1913.

Armand Vigneau naît le 2 juillet 1914 à Bayonne dans le département français des Basses-Pyrénées,. Son père, également nommé Armand Vigneau, est champion de France de rugby à XV en 1913 avec l'Aviron bayonnais au poste de troisième ligne aile,. Il meurt tué lors de la Première Guerre mondiale ou le 7 octobre 1959 selon les sources,.
Pratiquant lui aussi le rugby à XV à l'Aviron bayonnais, où il est formé, en début d'année 1932 à 17 ans, il joue en équipe senior dans le Tournoi des quatorze. Titulaire au poste d'ailier contre le Stadoceste tarbais, il se montre performant lors de la victoire 3 à 0 des siens. En février puis avril de la même année, il joue à nouveau contre le Stadoceste tarbais et délivre deux nouvelles bonnes performances en inscrivant un essai par match, les deux équipes font match nul 8 partout au premier match et l'Aviron s'impose 15 à 11 au deuxième,.
L'année suivante, il est finaliste de la Coupe Frantz-Reichel avec l'équipe junior de l'Aviron bayonnais contre l'ASPTT Paris le 16 avril 1933. Étant titulaire à l'aile, les Bayonnais sont cependant battus 8 à 3.

### Champion de France, convocations en équipe de France et première cape internationale

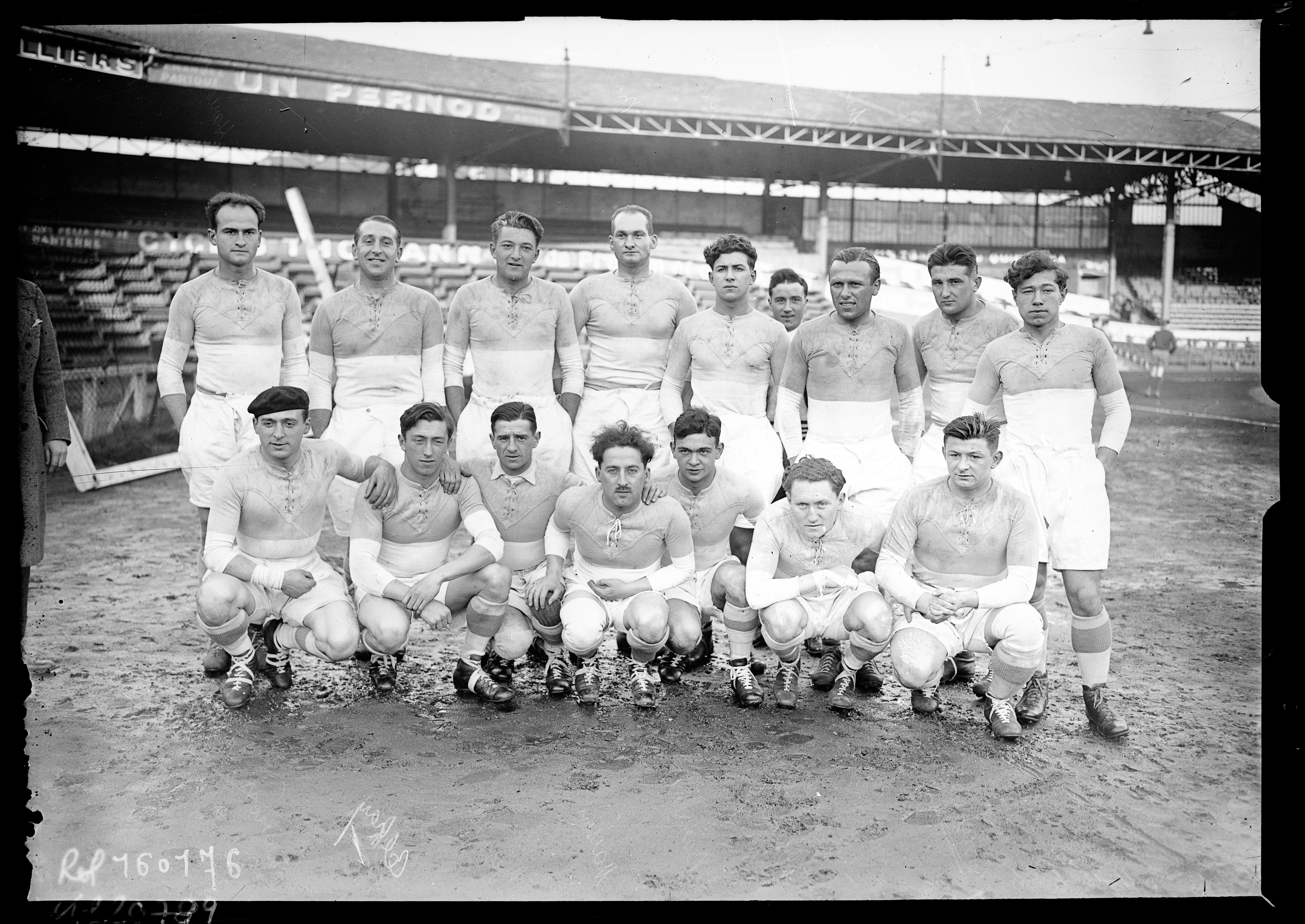
L'équipe de l'Aviron bayonnais lors de la saison 1931-1932. Armand Vigneau debout, premier en partant de la droite.

Armand Vigneau quitte ensuite le club bayonnais mais fait son retour au club en début d'année 1934,. Au mois d'avril, il dispute la demi-finale du Championnat de France contre le RC Toulon. Se montrant décisif en défense, il contre plusieurs occasions offensives toulonnaises et les deux équipes se quittent sur un match nul 0 à 0, obligeant la tenue d'un match retour la semaine suivante. Lors du match retour, une action offensive initiée avec son coéquipier Fernand Théodoly-Lannes aboutit à un essai bayonnais. Par la suite, l'Aviron bayonnais s'impose 12 à 6 et se qualifie pour la finale. Avant cette finale contre le voisin du Biarritz olympique, le club bayonnais présente la particularité de n'avoir perdu aucun match officiel durant la saison. La finale ne déroge pas au statut du club bayonnais qui s'impose par 10 à 8 et devient champion de France, Armand Vigneau se montrant décisif en défense, rattrapant plusieurs adversaires grâce à sa vitesse, et en attaque en servant David Zabaleta qui s'en va inscrire un essai,. À 19 ans et demi, il est donc sacré champion de France pour la première fois, soit le premier titre de l'Aviron depuis 1913, gagné par l'équipe de son père.
En décembre 1934, il est convoqué dans l'équipe des « Possibles » pour un match de sélection organisé par la Fédération française de rugby à Bordeaux contre les « Probables », afin de déterminer les joueurs qui vont composer l'équipe de France pour les matchs à venir. Au début du mois de janvier suivant, il fait partie de l'équipe de France qui bat une sélection de Paris par 13 à 11, inscrivant l'essai décisif en fin de match. Quelques semaines plus tard, il est cette fois-ci retenu en équipe du Midi pour affronter l'équipe de France, avant d'être à nouveau aligné en équipe de France contre l'équipe du Lyonnais pour le dernier match d'entraînement du XV de France. Après ses bonnes performances durant les matchs d'entraînement, le 24 mars 1935, il connaît sa première, et unique, cape en équipe de France contre l'Allemagne au Parc des Princes de Paris, aux côtés des autres débutants Jean Blond, Paul Boyer, Maurice Celhay, Jacques Dorot et François Raynal. Durant la rencontre, il délivre une bonne partie, inscrit un essai et le XV de France s'impose 18 à 3. Le mois suivant, alors qu'il est censé être aligné à nouveau, il déclare forfait pour le match contre l'Italie.

### Victoire dans le Challenge Yves du Manoir et parenthèse cycliste
En décembre 1935, il est de nouveau convoqué en équipe de France pour jouer contre l'équipe du Reste de la France. Étant l'un des meilleurs joueurs de l'équipe de France durant ce match, il est reconduit pour les matchs suivants,,. Puis, au mois de février 1936, étant militaire, il est désigné pour faire un stage à l'école militaire de Joinville en mars. De retour avec l'Aviron bayonnais, le 8 mars, il remporte le Challenge Yves du Manoir en s'imposant 9 à 3 contre l'USA Perpignan en finale, inscrivant le seul essai de la rencontre pour les siens. Quelques jours plus tard, il est titulaire avec l'équipe de l'armée française qui bat la sélection de Paris 8 à 3, marquant un essai. Après ce match, il est encore aligné pour affronter le Biarritz olympique, champion de France en titre. Retournant en club afin de disputer la demi-finale de Championnat de France contre l'AS Montferrand, son équipe s'incline 10 à 3 malgré un essai de sa part. Peu après le match, il est annoncé qu'il est convoqué en équipe de Côte basque pour une rencontre contre le XV de Paris.
La saison suivante, début octobre 1936, il fait une nouvelle fois partie de l'équipe de France pour un match de sélection contre l'équipe du Reste. Peu après, il met en pause sa carrière rugbystique pour se consacrer au cyclisme sur piste, effectuant ses débuts compétitifs au vélodrome municipal de Bayonne le 12 juin 1937.
Finalement, en fin d'année 1937, il est annoncé qu'il fait son retour à l'Aviron bayonnais,. Au cours du mois de mai 1938, il se marie avec Valentine Dufau.

### Départ à l'AS Montferrand, mobilisation, passage au Stade toulousain et aventure en rugby à XIII à Toulouse
À partir de la saison 1938-1939, Armand Vigneau s'engage avec l'AS Montferrand,. Il dispute son premier match sous ses nouvelles couleurs contre le CA Brive dans le cadre du Challenge Yves du Manoir. Cependant, après un total de six matchs et cinq essais inscrits en Challenge Yves du Manoir et Championnat du Centre, sa mutation est finalement refusée par son ancien club de l'Aviron bayonnais, le club basque s'étant notamment fait piller plusieurs de ses éléments par le rugby à XIII, et il ne peut donc pas jouer en Championnat de France sous les couleurs montferrandaises,,. À la fin décembre 1938, il est sélectionné par l'équipe du Centre-Limousin afin d'affronter celle des Pyrénées dans le cadre de la Coupe nationale. Toutefois, il ne dispute finalement pas ce match perdu 21 à 7 par la sélection du Centre-Limousin. Quelques jours plus tard, il est toujours présent dans l'effectif de l'AS Montferrand mais ne peut donc pas jouer pour l'ouverture du Championnat de France contre le CA Brive, n'ayant toujours pas obtenu la licence nécessaire pour cette compétition.
Durant l'année 1939, il est mobilisé dans le cadre de la Seconde Guerre mondiale. À cette période, il continue de jouer au rugby sur son lieu de mobilisation,.
À partir de la saison 1941-1942, étant nommé moniteur d'éducation physique à Toulouse, il rejoint le club du Stade toulousain,. Deux saisons plus tard, en 1943-1944, il fait toujours partie de l'effectif toulousain.
Après trois saisons au Stade toulousain, il change de club mais reste à Toulouse en rejoignant le Stadoceste toulousain, club de rugby à XIII, à compter de l'exercice 1944-1945. Dans ce code, il joue également au poste d'ailier. Durant la saison, son nouveau club fusionne avec le Toulouse olympique et devient l'Entente Toulouse olympique Stado puis simplement le Toulouse olympique. Quelque temps plus tard, à partir du 1er février 1945, il quitte son poste au lycée de Toulouse et est muté au lycée de Montpellier pour remplacer André Melet, qui fait le chemin inverse, au poste de moniteur d'éducation physique. Jouant toujours à Toulouse, son club se qualifie jusqu'en finale du Championnat de France mais s'incline 13 à 12 contre l'AS Carcassonne. Il quitte le club à l'issue de la saison.

### Retour à XV à l'US Marmande et fin de vie
Après son passage à Toulouse, Armand Vigneau déménage à Marmande durant la deuxième partie de l'année 1945. Là-bas, il retourne au rugby à XV et joue pour l'US Marmande et ce jusque dans les années 1950,,,.
En dehors du rugby, en plus de sa profession de moniteur d'éducation physique, il a également travaillé en tant que serrurier et mécanicien automobile,.
Armand Vigneau meurt le 5 août 2002 à l'âge de 88 ans à Marmande dans le département du Lot-et-Garonne,.

## Statistiques en équipe nationale
Armand Vigneau compte une cape en équipe de France le 24 mars 1935 contre l'équipe d'Allemagne. Il inscrit un essai, soit trois points.
| Année | Compétition | Matchs | Points | Essais |
| ----- | ----------- | ------ | ------ | ------ |
| 1935  | Test matchs | 1      | 3      | 1      |
| Total | Total       | 1      | 3      | 1      |

## Palmarès

### En rugby à XV
- Finaliste de la Coupe Frantz-Reichel en 1933 avec l'Aviron bayonnais.
- Vainqueur du Championnat de France en 1934 avec l'Aviron bayonnais.
- Vainqueur du Challenge Yves du Manoir en 1936 avec l'Aviron bayonnais.

### En rugby à XIII
- Finaliste du Championnat de France en 1945 avec le Toulouse olympique.